# Domenico Agusta
Domenico Agusta (Palermo, 28 febbraio 1907 – Milano, 2 febbraio 1971) è stato un imprenditore italiano.

## Biografia
Figlio di Giovanni Agusta, imprenditore aeronautico dell'omonima casa, a 6 anni seguì nel Nord Italia il padre Giovanni che si trasferì per iniziare la sua carriera pionieristica dell'aviazione. La famiglia si stabilì nei pressi di Cascina Costa. Si appassionò presto alle motociclette, oltre agli aeroplani. A 19 anni fu tra i primi a prestare servizio a Malpensa nella Regia Aeronautica, la nuova forza armata autonoma dedicata all'aviazione.
Nel 1927 il padre morì per i postumi di un'operazione e Domenico si assunse la responsabilità dell'azienda insieme alla madre e al fratello minore Vincenzo, di due anni più giovane. Dal 1932 al 1945 si dedicò totalmente all'industria aeronautica, con la costruzione di vari modelli anche per l'aeronautica militare.
Nel 1945, a seguito delle clausole del trattato di pace, poi sfociate nei trattati di Parigi del 1947, venne proibita all'Italia la produzione di velivoli e l'azienda dovette fronteggiare un periodo di crisi che tentò di superare, cambiando le linee di produzione, adattandosi a costruire barche e autobus. In quell'anno venne fondata la Meccanica Verghera, allo scopo di produrre in serie una motoleggera dotata di propulsore a due tempi da 98 cm³, messo a punto due anni prima, il cui sviluppo e produzione erano stati interrotti dagli eventi bellici. Da allora i modelli MV Agusta crebbero di popolarità, sotto la guida diretta di Domenico, le moto da competizione vinsero gare e campionati.
Negli anni Sessanta venne coinvolto in un celebre caso di cronaca rosa: avendo negato alla figlia Giovanna il permesso di sposare il calciatore José Germano de Sales nonostante fosse incinta, i fidanzati si trasferirono a Liegi dove convolarono a nozze il 17 giugno 1967. Tre anni dopo i due divorziarono e Germano tornò in Brasile, dove comprò una fattoria coi soldi dell'ex suocero.
Il 29 gennaio 1971, mentre accompagnava il presidente finlandese Urho Kekkonen in visita agli stabilimenti Agusta, fu colpito da infarto: morì quattro giorni dopo, nel suo appartamento milanese di piazza Sant'Erasmo.
Era il fratello di Mario Agusta, presidente della Federazione Italiana Motonautica.